# 感军遗址
感军遗址，位于山西省临汾市翼城县里砦镇感军村西南，是一处古遗址，已列为山西省文物保护单位。
2004年5月，感军遗址公布为第一批临汾市文物保护单位。
2021年8月4日，感军遗址公布为第六批山西省文物保护单位，编号6-22，古遗址类，年代为夏、东周。